# 主干
在虚拟局域网（VLAN）中，“Trunk”用来描述连接多个VLAN的技术。在技术领域可以翻译为“主干、干线、干道”，不过一般直接用原文。
不使用Trunk情况下，不同的VLAN之间如果有互联需求，每增加一个VLAN时交换机之间就需要增加一条链路，会导致资源浪费。或者在单一链路下，VLAN之间会因为线路冲突而不允许在同一时刻同时传输数据。
为了解决这一问题，将这些数据根据IEEE 802.1Q Tag的格式规范增加一个数据标签“Tag”来区分，这样就能在单一链路下使得VLAN之间的数据帧高效传输而不产生混乱。
这些干道（Trunk）传输技术只能工作在有标签（Tag）标注功能的设备，且这些设备同时支持虚拟网络技术，所以干道（Trunk）通常用来实现路由器、交换机、防火墙子接口等环节间的互联，而不直接用于连接普通用户设备。